# Улюбленець вчительки (фільм)
«Улюбленець вчительки» (англ. Teacher's Pet; США, 1958) — романтична комедія режисера Джорджа Сітона із Кларком Гейблом та Доріс Дей в головних ролях.

## Сюжет
Стоун просить Геннона виступити перед студентами вечірнього відділення журналістики. Він відмовляється, але його головний редактор наказує йому бути присутнім на занятті, яке проводить Стоун. Але до того, як він встигає представитися, вона дражнить його і виставляє на посміховисько перед усім класом. Він вирішує в помсту стати студентом, видавши себе за торговця Джима Геллахера. Цей студент, що володіє неабиякими талантами для початківця журналіста, справляє враження на Еріку Стоун. Між ними розвиваються романтичні взаємини. Коли обман розкривається, Еріка розриває їх, але, піддавшись умовлянням друзів Геннон, повертається.

## У ролях
- Кларк Гейбл — Джеймс Геннон
- Доріс Дей — Еріка Стоун
- Ґіґ Янг — доктор Хьюго Пайн
- Меймі Ван Дорен — Пеґґі де Фор
- Джек Альбертсон — гід

## Номінації
- Оскар 1959 — номінація «Найкращий актор другого плану» (Ґіґ Янг)
- Оскар 1959 — номінація «Найкращий сценарій» (Фей і Майкл Канін)